# ARL15
ARL15‏ (ADP ribosylation factor like GTPase 15) هوَ بروتين يُشَفر بواسطة جين ARL15 في الإنسان.